# Proporzione armonica

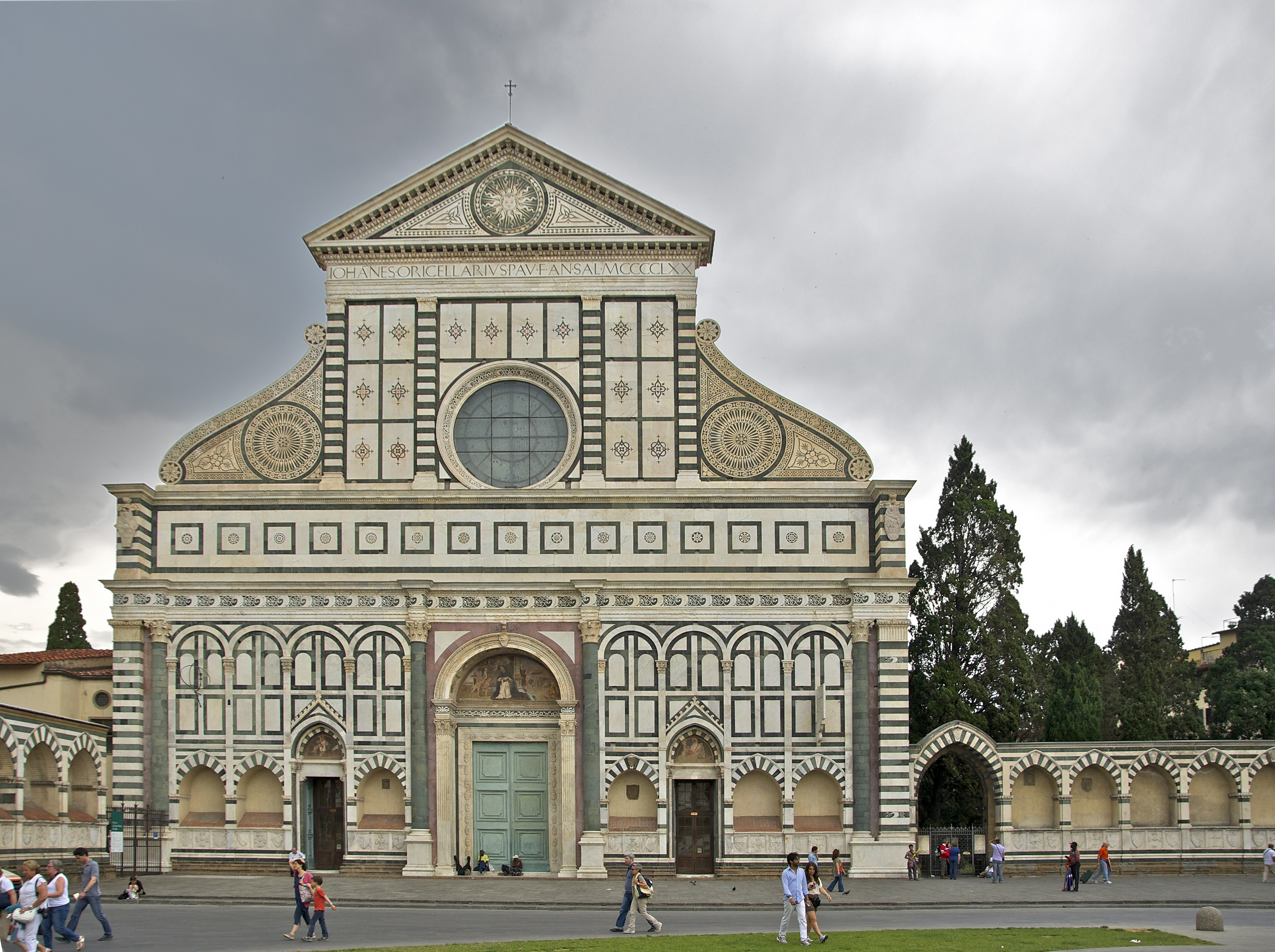
Facciata della Basilica di Santa Maria Novella a Firenze, completata dall'Alberti sulla base di rapporti armonici

La proporzione armonica è un sistema proporzionale che lega l'architettura alla musica.
La proporzione armonica era nota ai Pitagorici già intorno al 500 avanti Cristo.
All'epoca si scoprì che, dividendo una corda tesa, se la parte minore è lunga la metà della parte maggiore la differenza nell'altezza del suono è di un'ottava; se il rapporto tra le parti è di 2/3 la differenza d'altezza del suono è di una quinta ed è di una quarta se il rapporto è 3/4.
Edifici le cui parti fossero state in rapporto tra loro di 1:2, 2:3 o 3:4 furono pertanto definiti "armoniosi".
La proporzione armonica fu particolarmente impiegata durante il Rinascimento, grazie all'opera di architetti e intellettuali come Leon Battista Alberti.
In seguito Andrea Palladio sviluppò una scala ancora più complessa grazie all'aiuto di alcuni musicisti veneziani.